# أنيبورن تشاليمبوراناونغ
أنيبورن تشاليمبوراناونغ (التايلاندية: อนิพรณ์ เฉลิมบูรณะวงศ์ ؛ ولدت في 19 مارس 1994) هي ممثلة تايلاندية وعارضة أزياء وحاملة لقب ملكة جمال تايلاند 2015. وقد مثلت تايلاند في مسابقة ملكة جمال الكون 2015 التي أقيمت في لاس فيغاس ، حيث احتلت المركز العاشر وحازت على جائزة أفضل زي الوطني.

## نشأتها
ولدت أنيبورن ، المعروف أيضًا باسم نات، في لامبانغ. تخرجت من الإدارة الاجتماعية بجامعة تاماسات عام 2019. أيضًا عملت كعارضة أزياء محترفة في تايلاند. بدأت عرض الأزياء في سن السابعة عشر ، عندما تم اختيارها كواحدة من عشرة متأهلين للتصفيات النهائية في مسابقة عارضة الأزياء التايلاندية لعام 2011.

## روابط خارجية
- أنيبورن تشاليمبوراناونغ  على فيسبوك.
- أنيبورن تشاليمبوراناونغ على إنستغرام